# Hackney Wick Stadium
Hackney Wick Stadium (znany też jako Hackney Wick Greyhound Stadium) – stadion żużlowy w Londynie w Wielkiej Brytanii, w dzielnicy Hackney, na którym obecnie organizuje się wyścigi hartów rasy Greyhound. Do roku 1983 swoje mecze na nim rozgrywał nieistniejący już angielski klub żużlowy Hackney Hawks, następnie do roku 1990 Hackney Kretels oraz do roku 1996 London Lions.
W 1995 i 1996 na stadionie były rozgrywane turnieje z cyklu Grand Prix.